# Ján Repka
Ján Repka (11. října 1899 Dežerice – 24. května 1975 Dubnička) byl slovenský a československý politik Komunistické strany Slovenska a poúnorový poslanec Národního shromáždění ČSR.

## Biografie
Patřil mezi zakládající členy KSČ. Za tzv. slovenského štátu byl aktivní v ilegálním komunistickém odboji. Organizoval revoluční národní výbory a partyzánské hnutí v okrese Bánovce. Během Slovenského národního povstání i po osvobození zastával funkci předsedy revolučního ONV v Bánovcích nad Bebravou.
Po volbách roku 1948 byl zvolen do Národního shromáždění za KSČ ve volebním kraji Trenčín. Mandát nabyl až dodatečně v říjnu 1951 jako náhradník poté, co rezignoval poslanec Gustáv Husák. V parlamentu zasedal do konce funkčního období, tedy do voleb v roce 1954.
V roce 1953 se uvádí jako člen Ústředního výboru Komunistické strany Slovenska.